# 신흥 시장
신흥 시장 또는 이머징 마켓(emerging markets)은 경제성장 및 산업화 과정에 있는 사회의 국가를 가리킨다. 현재 가장 큰 규모를 지닌 중국과 인도를 포함하여 모두 28개의 신흥 시장이 있다. 이코노미스트에 따르면 많은 사람들은 이 용어가 시대에 뒤처졌다고 생각하지만 아직 매력적인 새로운 용어는 없는 형편이다.
ACFTA이 2010년 1월 1일에 결성되면서 세계에서 가장 큰 지역적 경제 시장이 되었다.

## FTSE 지수
영국 파이낸셜타임스(Financial Times)와 런던증권거래소(LSE)가1995년 공동으로 설립한 FTSE인터내셔널에서 발표하는 글로벌 지수. 매일 2만개 이상의 지수를 산출하고 있다. 주로 영국을 비롯한 유럽계 자금이 투자지침으로 삼는다. FTSE는 자신들의 지수를 따르는 펀드 규모를 3조 달러로 추산하고 있으며 증권업계도 2.5조 달러에서 3.5조 달러가 될 것으로 보고 있다. 추종하는 펀드 규모는 3.5조~4.5조 달러정도 추정되는 MSCI 다음으로 영향력이 크다. 선진ㆍ준선진ㆍ신흥ㆍ프론티어 등 4개 부문으로 나눠 지수를 산출한다. 대한민국은 대만, 브라질, 멕시코, 이스라엘 등과 함께 준선진시장에 속해 있다가 2009년 9월 21일부터 FTSE선진국 지수에 편입되었다.

## MSCI 목록
2010년 5월에 MSCI 바라는 다음의 21개 국가를 신흥 시장으로 분류하였다:
| - 브라질 - 칠레 - 중국 - 콜롬비아 - 체코 - 이집트 - 헝가리 | - 인도 - 인도네시아 - 말레이시아 - 멕시코 - 모로코 - 페루 - 필리핀 | - 폴란드 - 러시아 - 남아프리카 공화국 - 대한민국 - 타이완 - 타이 - 튀르키예 |

## 같이 보기
- 선진 시장
- 선진국